# John Anderson (missionär)
John Edvard Anderson, född 1897 i Göteborg, död 1972, var en missionär verksam vid Svenska Missionsförbundets mission i Kashgar och i Indien.
John Anderson verkade vid Svenska Missionsförbundets mission i Kashgar i Östturkestan (nuvarande Xinjiang) åren 1921–1939. Han gifte sig 1924 med Judith Anderson, f. Svensson (1890–1972), missionär och sjuksköterska. De utvisades 1938 från Östturkestan. Vid denna tid avrättades de allra flesta uiguriska och kinesiska män som tillhörde den kristna missionens församlingar. Kvinnor och barn deporterades och gick många gånger ett okänt öde till mötes. Samma år startade de tillsammans med andra missionärer som utvisats ett nytt missionsarbete i Indien. De fick två söner, år 1927 och 1930. På Världskulturmuseet finns en samling med 10 föremål från John Andersons tid i Östturkestan.